# Kyaksares
Kyaksares (Cyaxares, Hvakhshathra, staropers.: Uwachszatra, akad.: Umakisztar) – władca państwa Medów (625–585 p.n.e.). Jego synem był Astyages – ostatni władca Medów.
Syn Fraortesa, początkowo był uzależniony od koczowniczych Scytów, sojuszników Sinsariszkuna. Według przekazów zaprosił arystokratów scytyjskich na ucztę, podczas której upoił ich i wymordował. Po uwolnieniu się od Scytów rozpoczął wojnę z Asyrią. W 614 p.n.e. wojska pod jego dowództwem zdobyły starą stolicę asyryjską Aszur, a w 2 lata później (612 r. p.n.e.) – w sojuszu z Nabopolassarem – Niniwę i Kalchu. Sukcesy w walce popchnęły króla do nowych wojen zaborczych na zachodzie. Podbił Urartu (595 p.n.e.) i wschodnią Azję Mniejszą. Tam starł się z bogatym krajem – Lidią, którą próbował przyłączyć do swojego państwa, jednak bez skutku. Zadecydowała o tym nierozstrzygnięta lidyjsko-medyjska bitwa nad rzeką Halys w 585 p.n.e. w czasie zaćmienia Słońca, które ponoć obliczył wcześniej Tales z Miletu. 